# Mission: Impossible II
Mission: Impossible 2 er en selvstændig fortsætter til etteren, hvor kun enkelte personer går igen. Agent Ethan Hunt (Tom Cruise) skal nu forhindre en tidligere medagent, Sean Ambrose (Dougray Scott), i at udslippe en massedræbende sygdom, som har til formål at skaffe ham en masse penge i form af salg af kuren. Til denne mission danner Tom Cruise en gruppe bestående af den professionelle tyv Nyah Hall (Thandie Newton), den tidligere partner Luther Stickell (Ving Rhames) og helikopterpiloten Billy Baird (John Polson). Filmen er også med Anthony Hopkins, der har en lille rolle som Hunt's projektleder/overordnede.

## Eksterne Henvisninger
- Mission: Impossible II på Internet Movie Database (engelsk)
- Mission: Impossible II på Filmdatabasen
- Mission: Impossible II på Scope
- Mission: Impossible II i Svensk Filmdatabas (svensk)
- Mission: Impossible II på AlloCiné (fransk)
- Mission: Impossible II på MovieMeter (nederlandsk)
- Mission: Impossible II på AllMovie (engelsk)
- Mission: Impossible II hos American Film Institute (engelsk)
- Mission: Impossible II hos British Film Institute (engelsk)
- Mission: Impossible IIs profil hos Encyclopædia Britannica Online (engelsk)